# Ďurďošík
Ďurďošík (allemand : Sankt Georgen, hongrois : Györgyi) est un village de Slovaquie situé dans la région de Košice.

## Histoire
Première mention écrite du village en 1330.

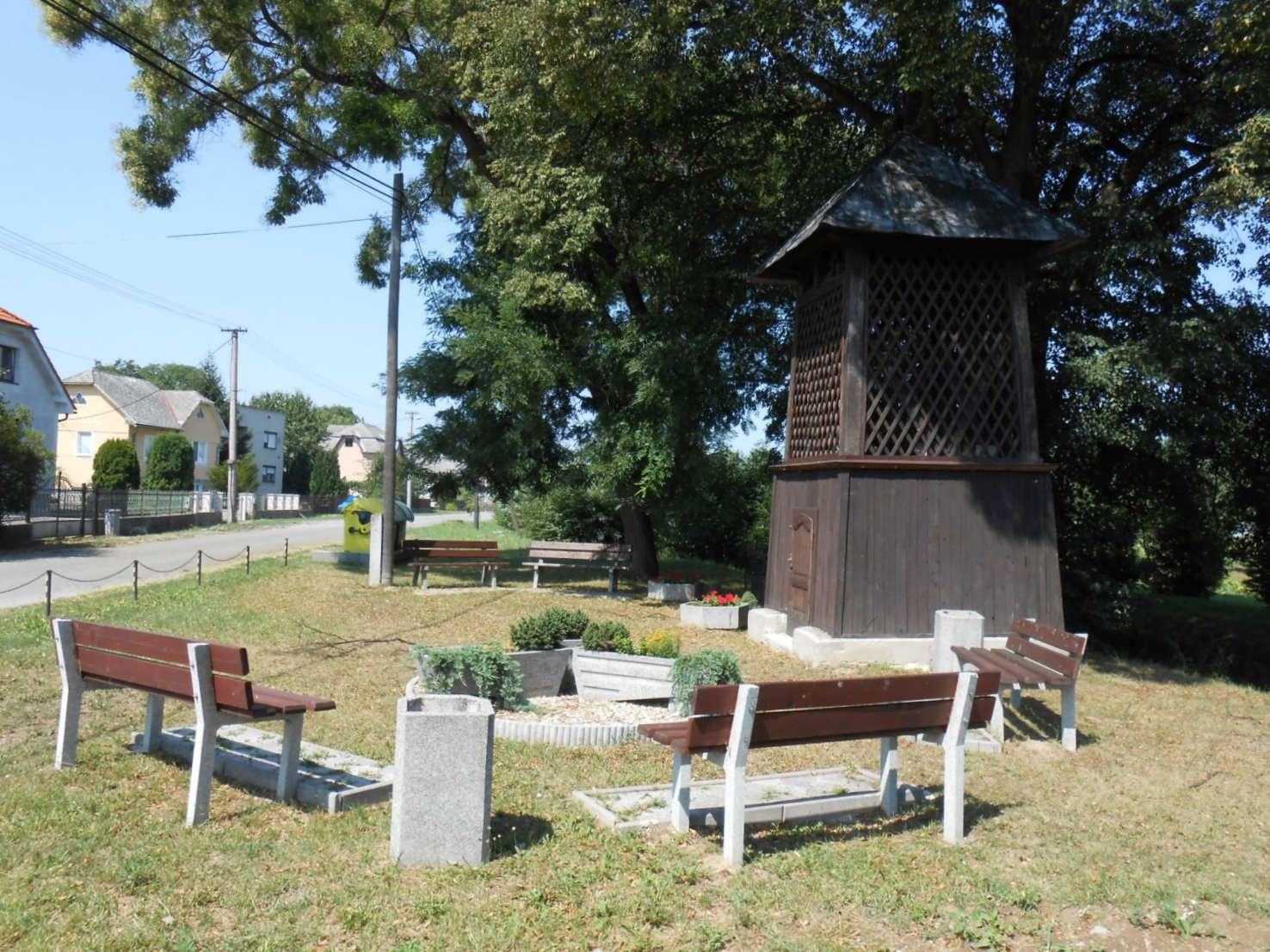

## Démographie

### Évolution de la population
| Année:               | 1994. | 2004.    | 2014.    | 2024.    |
| -------------------- | ----- | -------- | -------- | -------- |
| Nombre de personnes: | 314   | 350      | 443      | 832      |
| Différence:          |       | +11,46 % | +26,57 % | +87,81 % |

| Année:               | 2023. | 2024. |
| -------------------- | ----- | ----- |
| Nombre de personnes: | 800   | 832   |
| Différence:          |       | +4 %  |